# چرخ‌سنج

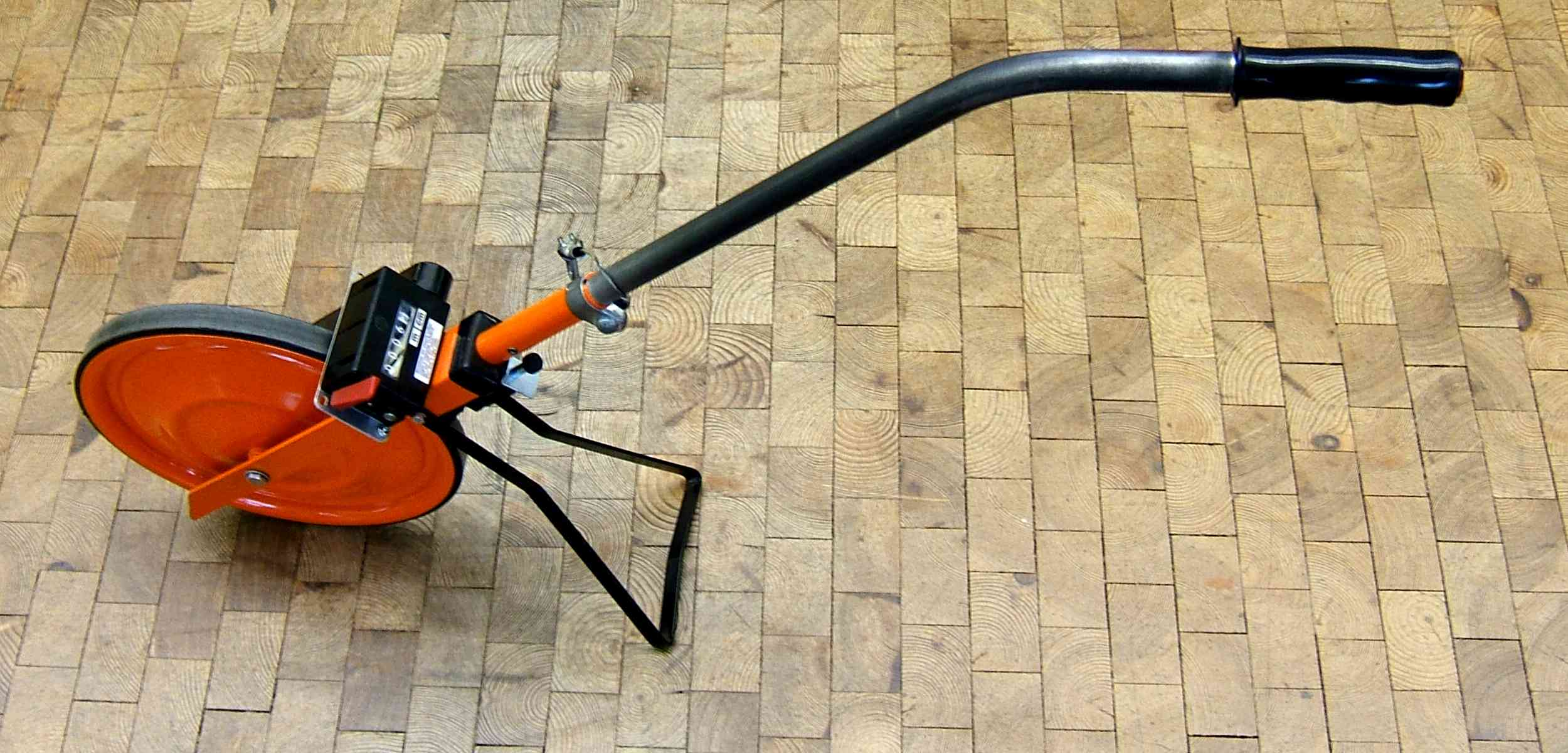
چرخ‌سنج

چرخ‌سنج (به انگلیسی: Surveyor's wheel) وسیله‌ای برای اندازه‌گیری مسافت است.

## منشاء

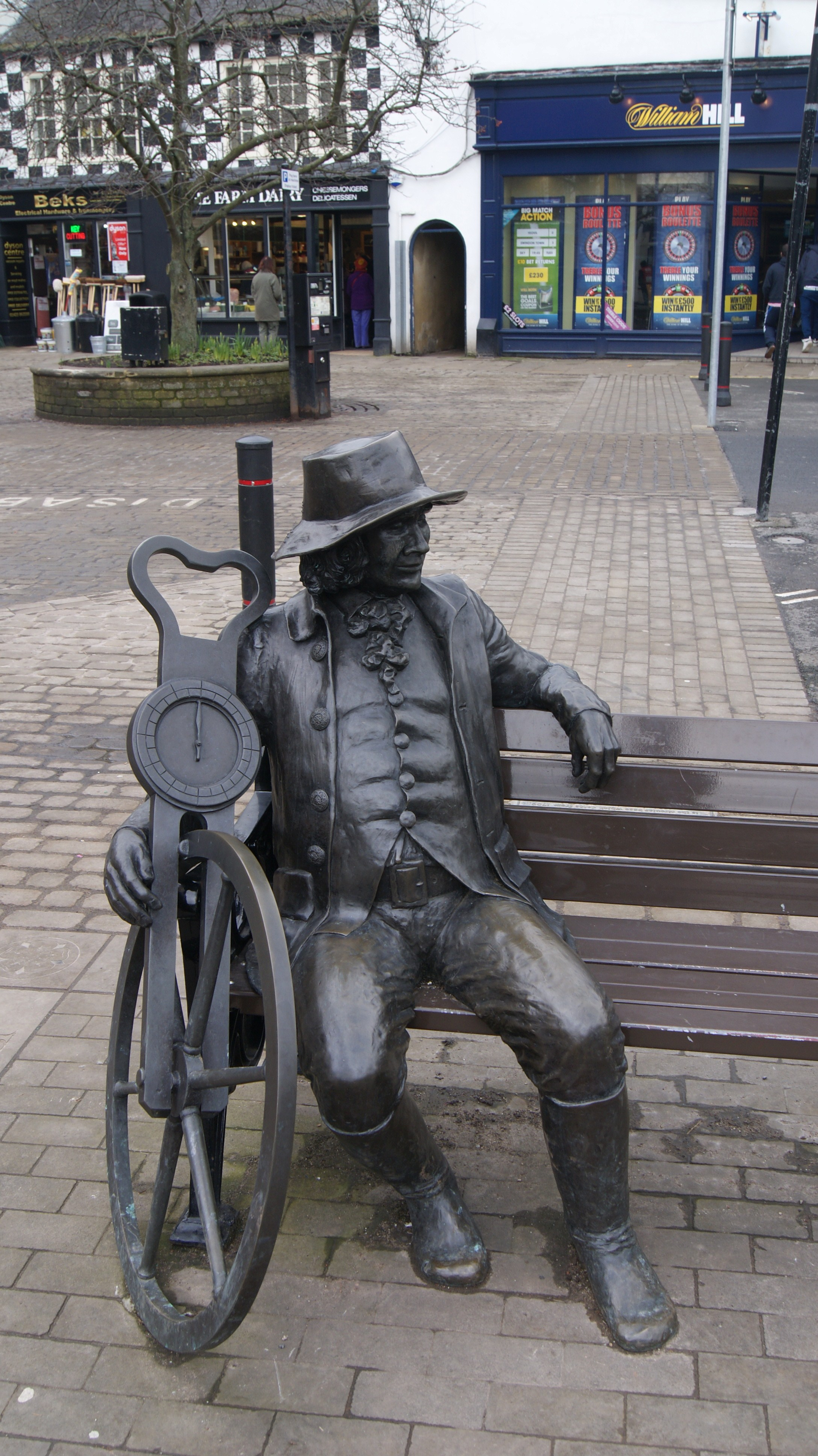
یک چرخ‌سنج اولیه در دستان مهندس عمران قرن هیجدهم انگلیسی جان متکاف به تصویر کشیده شده است.

منشاء چرخ‌سنج و منشاء کیلومترشمار به هم مربوط است. دومی برای اندازه‌گیری مسافت طی‌شده توسط یک وسیلهٔ نقلیه، ولی اولی برای اندازه‌گیری مسافت به طور کلی اختصاص یافته است. کیلومترشمار بیشتر اصول مراحل اولیه توسعه راه‌سنج (hodometer) را تحت پوشش قرار داده است.
در قرن هفدهم، چرخ‌سنج دوباره معرفی شده و برای اندازه‌گیری مسافت مورد استفاده قرار گرفت. چرخی به دسته‌ای وصل شده و فردی می‌توانست وسیله را هل داده یا بکشد. وسیله اولیه از چوب ساخته شده بود و ممکن بود برای استحکام بیشتر لبهٔ آهنی داشته باشد. خود چرخ‌ها هم توسط همان سازندگان و به شیوه چرخ‌های واگن ساخته می‌شدند. وسایل اندازه‌گیری توسط سازندگان وسایل علمی ساخته شده و وسیله و دسته‌اش توسط آنها به چرخ اضافه می‌شد. وسیله‌ای که مسافت پیموده شده را نشان می‌داد یا روی توپی چرخ یا روی دسته نصب می‌شد.
در بعضی از موارد کیلومترشمار دارای دو چرخ ساخته شد.
چرخ‌سنج‌های مدرن اساساً از آلومینیوم، با تایرهای مستحکم یا پنوماتیک روی چرخ ساخته شده‌اند.بعضی از آنها را می‌توان برای حمل و نقل یا گذاشتن در انبار تا کرد.

## کاربرد چرخ‌سنج
هر گردش چرخ مسافت مشخصی را مثل، یارد، متر یا نیم راد (راد= ۵٫۰۲۹ متر) را اندازه‌گیری می‌کند؛ بنابراین شمارش میزان گردش چرخ با وسیلهٔ مکانیکی متصل به چرخ مسافت را به طور مستقیم اندازه می‌گیرد.
چرخ‌سنج مسافت پیموده شده در سطوح صافی مانند پیاده‌رو را با دقت خوبی اندازه‌گیری می‌کند. در زمین‌های ناهموار، لغزش و پرش چرخ دقت اندازه‌گیری را کاهش می‌دهد. زمین پوشیده از شن نرم یا خاگ گل‌آلود هم در گردش چرخ تأثیر می‌گذارد. همین‌طور موانع موجود در مسیر هم حساب جداگانه‌ای دارند.